# Лицензия Free Art
Лицензия Free Art — англоязычная версия французской «License Art Libre», копилефтной лицензии на распространение произведений искусства. Будучи созданной в июле 2000 года, она является одной из первых свободных лицензий в духе GNU General Public License, посвящённых распространению произведений искусства.
Проектом Debian версия 1.2 лицензии была признана несвободной. Свободность версии 1.3 в результате обсуждения возможности анонимных изменений произведения не установлена.